# Helmi Dresen
Helmi Dresen (4 de julio de 1892- 25 de septiembre de 1941) fue una traductora, poeta y esperantista estonia. Era la hermana mayor de Hilda Dresen. Fue fusilada por los nazis.

## Vida
Nació en Kolga. Aprendió esperanto en 1912. En los años 20, dirigió la Vortara Komisiono (“Dictionary Commission”) del club local de Tallin, que llevó a la publicación de un diccionario esperanto-estonio.
El 22 de junio de 1941, los nazis lanzaron la Operación Barbarroja, que supuso la toma de Tallin. Varios esperantistas fueron detenidos y fusilados, entre ellos Helmi Dresen, Michaelis Dušanskis y Neeme Ruus.

## Trabajos
- L'okuloj estis bluaj, la haroj el arĝento,